# Идейная община
Иде́йная общи́на, или целенапра́вленное соо́бщество (англ. intentional community), — целенаправленно созданное местное сообщество людей, задуманное для более тесного сотрудничества, чем другие сообщества. Члены идейной общины обычно разделяют определённые социальные, политические, религиозные или иные взгляды, они часто ведут альтернативный образ жизни. Также у них могут быть вещи (ресурсы) общего пользования и совместная ответственность. Идейные общины можно также рассматривать как социальные или коммунальные эксперименты. Идейные общины в той или иной степени демонстрируют утопическое стремление к созданию лучшего, более устойчивого мира для жизни.
Идейные общины включают коммуны, кохаузинги, кибуцы, жилищно-земельные фонды и кооперативы, экопоселения, экодеревни, убежища идейных сурвайвалистов (людей, которые заблаговременно готовятся к ожидаемым ими катастрофам).
К ним можно также отнести некоторые религиозные общины: монастыри, скиты, ашрамы, религиозные сельскохозяйственные коммуны. Религиозную организацию можно считать идейной общиной в том случае, если её членов объединяет не только религия, но и совместное проживание и совместный труд. Обычно новые члены идейной общины выбираются решением действующих членов, реже риэлторами или владельцами земли (если земля не находится в совместной собственности членов общины).

## История
Первыми идейными общинами вероятно были ранние индийские ашрамы, основанные около 1500 года до нашей эры. Около 500 года до н. э. появились буддийские монастыри, примерно в 525 году до н. э. в Южной Италии Пифагор основал коммуну интеллектуалов-вегетарианцев. В Новое время сотни утопических сообществ появились в Европе, Северной и Южной Америке, Австралии и Новой Зеландии.

## Термины и определения
В англоязычных публикациях целенаправленно созданное объединение рядом живущих людей может называться по-разному: альтернативный образ жизни (англ. alternative lifestyle), целенаправленное общество (intentional society), кооперативное сообщество (cooperative community), замкнутое или уединённое сообщество (withdrawn community), постановленное сообщество (enacted community), социалистическая колония (socialist colony), коммунистическое общество (communistic society), коллективное поселение (collective settlement), коммунальное сообщество (communal society), коммуна (commune), мутуалистическое сообщество (mutualistic community), коммунитарный эксперимент (communitarian experiment), экспериментальное сообщество (experimental community), утопический эксперимент (utopian experiment), практическая утопия (practical utopia), утопическое общество (utopian society).
Использование термина «утопическое сообщество» (англ. utopian community) в качестве синонима идейной общины может быть воспринято как пейоративное, и многие идейные общины не считают себя утопическими. Слово «коммуна» (англ. commune) тоже часто воспринимается не нейтрально, ассоциируется с левой политикой или с хиппи.
Но и понятию intentional community разные авторы дают разные определения:
| Автор                          | Год  | Определение |
| ------------------------------ | ---- | --- |
| Б. Шенкер (B. Shenker)         | 1986 | Идейная община — это относительно небольшая группа людей, решивших придерживаться определённого образа жизни ради достижения определённых целей (An intentional community is a relatively small group of people who have created a whole way of life for the attainment of a certain set of goals). |
| Д. Е. Питзер (D. E. Pitzer)    | 1989 | Идейные общины — это «небольшие добровольные ячейки общества, частично изолированные от целого общества, членов которых объединяет образ жизни и экономический союз в попытке хотя бы частично воплотить в жизнь свои представления об идеальных идеологических, религиозных, политических, социальных, экономических и образовательных системах» (small, voluntary social units partly isolated from the general society in which members share an economic union and lifestyle in an attempt to implement, at least in part, their ideal ideological, religious, political, social, economic, and educational systems). |
| Г. Козеный (G. Kozeny)         | 1996 | Идейная общины — это группа людей, решивших вести совместную жизнь ради общей цели, сообща трудиться, чтобы жить в соответствии с разделяемыми ими основными ценностями. Эти люди могут вместе жить на участке земли за городом, в отдельном доме в пригороде или в каком-то районе города, проживая в одном общем здании или в соседних строениях (An 'intentional community' is a group of people who have chosen to live together with a common purpose, working cooperatively to create a lifestyle that reflects their shared core values. The people may live together on a piece of rural land, in a suburban home, or in an urban neighborhood, and they may share a single residence or live in a cluster of dwellings). |
| У. Дж. Меткалф (W. J. Metcalf) | 2004 | Идейная община — это «не менее пяти человек, происходящих не из одной семьи или группы родственников, которые добровольно собрались вместе с целью улучшения ситуации, в которой имеются осознанные ими социальные проблемы и недостатки. Они ищут способ жить за пределами мейнстримного общества, принимая преднамеренно разработанную и обычно хорошо продуманную социальную и культурную альтернативу. В этих целях они делают совместными важные аспекты жизни. Участники [идейной общины] характеризуются „мы-сознанием“, рассматривают себя как постоянную группу, которая во многом лучше, чем то общество, из которого она вышла и от которого она отделилась» ([f]ive or more people, drawn from more than one family or kinship group, who have voluntarily come together for the purpose of ameliorating perceived social problems and inadequacies. They seek to live beyond the bounds of mainstream society by adopting a consciously devised and usually well thought-out social and cultural alternative. In the pursuit of their goals, they share significant aspects of their lives together. Participants are characterized by a "we-consciousness, " seeing themselves as a continuing group, separate from and in many ways better than the society from which they emerged). |

## Цели создания
Идейные общины создаются с различными целями, в том числе политическими, духовными, экономическими, а также в целях охраны природы и окружающей среды. Они могут быть как религиозными, так и светскими. Распространённой практикой является совместный приём пищи. Бенджамин Заблоки предложил следующую классификацию идейных общин:
- академические сообщества (разновидность обучающих сообществ (англ. learning community));
- сообщества альтернативных семей (например, Ранчо упорного единорога (англ. Tenacious Unicorn Ranch));
- коливинги;
- кооперативы;
- контркультурные сообщества;
- эгалитарные сообщества (англ. egalitarian communities);
- экспериментальные сообщества;
- политические сообщества;
- психологические сообщества (нередко с мистическими или гешальтными принципами);
- терапевтические общины;
- монастыри и некоторые другие религиозные общины;
- духовные общины (англ. spiritual communities).

## Членство и внутренние правила
Условия приёма в члены и внутренние правила в идейных общинах отличаются большим разнообразием.
В христианских идейных общинах часто стремятся подражать так или иначе понимаемому общинному образу жизни первых христиан, о котором сказано в Деяниях святых апостолов и в Нагорной проповеди, и в котором наиболее полно проявляются радушие и сочувствие. Среди таких идейных общин можно отметить The Simple Way, Брудерхоф (нем. Bruderhöfer), Rutba House.

## Характеристики

### Типы идейных общин
Одни из общин являются полностью светскими, другие объединяет религия или духовная практика, совместная пища и т. д. Часто встречаются идейные общины, разделяющие ценности эгалитаризма. Другие следуют принципам «добровольной простоты» (дауншифтинга), совместного развития, самообеспечения, независимости. Некоторые идейные сообщества ориентированы на людей с ограниченными физическими, психическими, экономическими или социальными возможностями: например, беженцы и вынужденные переселенцы, бездомные, инвалиды, сироты. Некоторые идейные общины содержат медицинские или учебные центры для оказания определённых услуг данным категориям людей.
Вышедший в 1995 году выпуск «Communities Directory», издаваемый «Движением за идейные общины» (ДЗИО), сообщил, что 54 % идейных общин заявили себя как сельские, 28 % — как городские, 10 % имели сразу и городское, и сельское месторасположение, и 8 % не указали своего местоположения.

### Типы управления общиной
Наиболее часто встречается демократическая форма управления (64 %), когда решения принимаются через консенсус в той или иной форме или голосованием. Из оставшихся, 9 % идейных общин имеют иерархическую или авторитарную структуру, 11 % совмещают демократическую и авторитарную структуру, и 16 % не ответили на вопрос о структуре управления.

## Пояснения
1. ↑  Это слово появилось во французском языке в XII веке и происходит от средневеково-латинского communia — большое сообщество людей, живущих общей жизнью; от лат. communis — общее имущество.